# Olaf Apresenta
Olaf Apresenta (em inglês:  Olaf Presents) é uma série de comédia animada de curtas que apresenta Olaf (Josh Gad) recontando filmes clássicos da Disney. O conceito se originou de uma cena em Frozen II onde Olaf recapitula Frozen. A série recebeu respostas positivas, principalmente por seu humor.

## Premissa
Olaf interpreta de sua forma os filmes clássicos da Disney: A Pequena Sereia, Moana, O Rei Leão, Aladdin e Tangled. Ele reencena algumas coisas incorretamente e exagera certos elementos. Ele interpreta a maioria dos papéis sozinho, usando várias coisas para imitar os personagens. Às vezes, Sven, Marshmallow, os Snowgies, Bruni e Gale o ajudam com suas performances.

## Elenco
- Josh Gad como Olaf[2]
- Frank Welker como Sven[2]
- Paul Briggs como Marshmallow[2]

## Produção, marketing e lançamento
Durante a produção de Frozen II, a Disney precisava de uma cena que fosse divertida e informativa, que quebrasse o tom áspero ocasional da narrativa e introduzisse um momento de puro absurdo. Eles usaram Olaf e criaram uma cena onde ele recita os eventos de Frozen. A cena se tornou tão popular que a Walt Disney Animation Studios reviveu o conceito para Olaf Apresenta. Gad improvisou grande parte de sua atuação na série. O trailer apresentava a abertura do episódio O Rei Leão, seguido por uma série de segmentos de Olaf Apresenta, cada um mostrando um clássico diferente da Disney. Olaf aparece como o Gênio de Aladdin antes de passar para Moana. Após o lançamento do trailer, o CinemaBlend o chamou de "Frozen encontra Drunk History". A série foi lançada em 12 de novembro de 2021, coincidindo com o Disney+ Day, no Disney+, com cada episódio com aproximadamente 90 segundos.

## Episódios
Cada um dos curtas foi dirigido por Hyrum Virl Osmond.
| N.º | Título                                          | Lançamento             |
| --- | ----------------------------------------------- | ---------------------- |
| 1   | "The Little Mermaid" "A Pequena Sereia (PT/BR)" | 12 de novembro de 2021 |
| 2   | "Moana" "Vaiana (PT)"                           | 12 de novembro de 2021 |
| 3   | "The Lion King" "O Rei Leão (PT/BR)"            | 12 de novembro de 2021 |
| 4   | "Aladdin"                                       | 12 de novembro de 2021 |
| 5   | "Tangled" "Enrolados (BR)" "Entrelaçados (PT)"  | 12 de novembro de 2021 |

## Recepção
Joel Keller do Decider achou a série engraçada. Ele elogiou o desempenho de Welker e quando Olaf representa Maui fazendo xixi. O escritor do The Wrap, Drew Taylor, chamou-o de "celebração surpreendente da história da Disney Animation" e "inovação, pois está claramente satirizando alguns aspectos dos clássicos da Disney, mas de uma maneira respeitosa e artisticamente ambiciosa". Ele elogiou o desempenho de Gad e o humor de Olaf, referências e como ele poderia "interromper" o mundo de Frozen. No geral, ele chamou de perfeito, destacando a animação e a comédia.O Screen Rant elogiou sua imitação de Heihei, elenco de personagens, tentativas de Olaf de recriar a cara de Flynn Rider, a cena da morte de Mufasa, Olaf apontando que Mufasa come alguns de seus assuntos, e diálogo. Diondra Brown, da Common Sense Media, classificou a série com 4 de 5 estrelas e elogiou o humor da série, enquanto elogiava a representação de diferentes valores, como curiosidade, perseverança e trabalho em equipe, que são retratados através dos personagens.